# Cecil Calvert, 2:e baron Baltimore

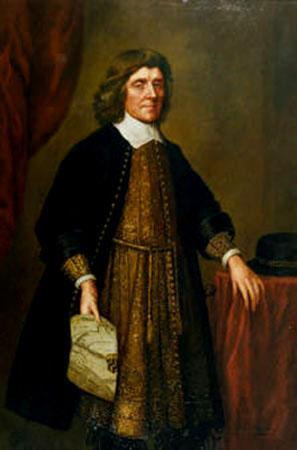
Cecil Calvert, 2:e baron Baltimore.

Cecil Calvert, 2:e baron Baltimore, född den 8 augusti 1605, död den 30 november 1675, var en engelsk adelsman. Han var son till George Calvert, 1:e baron Baltimore. 
Lord Baltimore ärvde sin fars rättigheter samt var från 1632 provinsen Marylands förste länsherre under titeln "palatin" eller "lord proprietor" och med nästan vasallfurstlig ställning. Han besökte aldrig själv kolonien, men offrade stora penningsummor på dess utveckling. Staden Baltimore fick sitt namn av honom.
Lord Baltimores förnämsta strävan var att göra Maryland till en tillflyktsort för förföljda engelska katoliker, trots att den engelska kyrkan till en början enligt fribrevets ordalydelse var den enda i kolonien lagligen erkända religionsformen.
År 1627 eller 1628 gifte han sig med Anne Arundell. Efter hans död ärvde hans son Charles Calvert, 3:e baron Baltimore hans rättigheter över kolonin.